# ميغيل جونز
ميغيل جونز (بالإسبانية: Miguel Jones)‏ (27 أكتوبر 1938 مالابو غينيا الاستوائية - 8 أبريل 2020) هو لاعب كرة قدم إسباني لعب كلاعب وسط.